# 대구율금초등학교
대구율금초등학교는 대한민국 대구광역시 동구 안심로16길 70에 있는 공립 초등학교이다.

## 학교 연혁
- 2009-03-06 학교설립계획 의결(대구광역시의회 교육위원회 219회 임시회)
- 2010-02-26 대구율금초등학교 착공
- 2011-04-03 대구율금초등학교 준공
- 2012-03-01 19학급 편성
- 2012-03-01 초대(初代) 김성련 교장 취임
- 2012-03-02 2012학년도 입학식 및 시업식
- 2013-03-01 21학급 편성
- 2013-03-04 2013학년도 입학식 및 시업식
- 2014-02-14 제2회 졸업식(남33명, 여23명, 합계 56명)
- 2014-03-01 2대 정효석 교장 취임
- 2014-03-01 25학급 편성
- 2014-03-03 2014학년도 입학식 및 시업식
- 2015-03-01 26학급 편성
- 2015-03-02 2015학년도 입학식 및 시업식